# OT-64 SKOT

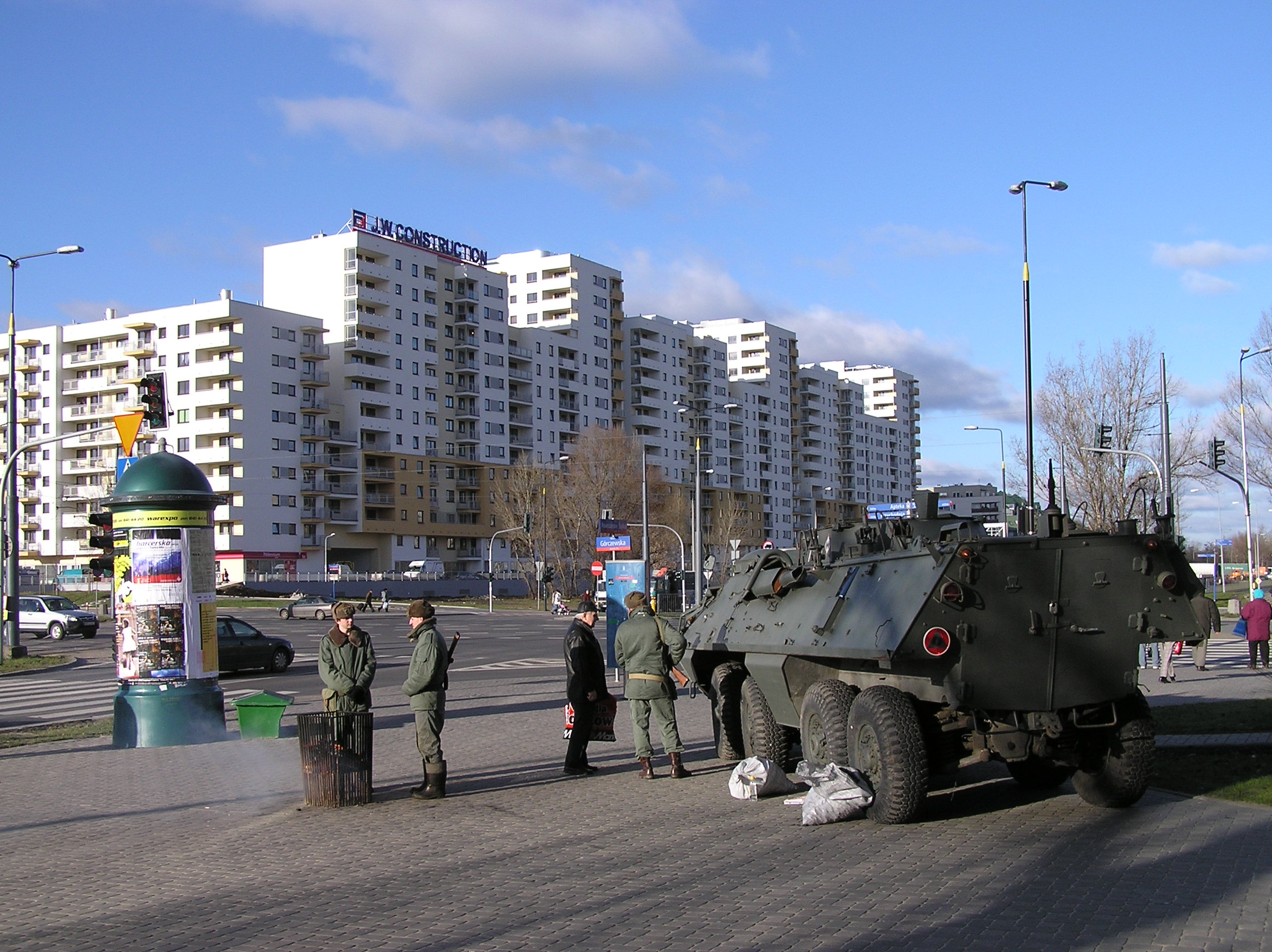
ОТ-64 на исторической реконструкции введения военного положения в 1981 году (Варшава, 2007 год)

OT-64 SKOT (чеш. Střední Kolový Obrněný Transportér пол. Średni Kołowy Opancerzony Transporter) — чехословацкий бронетранспортёр.

## История
Работы по созданию этого колёсного бронетранспортера начались в 1959 году чехословацкими компаниями Tatra (которая отвечала за разработку ходовой части) и «Прага».
В 1961 году лицензию на производство бронемашины купила Польша, после чего производство корпусов было налажено на заводе FSC в Люблине. На других польских заводах было освоено производство башен, элементов подвески и бортового оборудования. В соответствии с программой производственной кооперации, двигатели для польских бронетранспортёров импортировались из Чехословакии, однако польские корпуса использовались для строительства чехословацких бронетранспортёров. Серийное производство началось 22 октября 1963 года и продолжалось до 12 июля 1971 года; всего было построено около 4,5 тыс. бронемашин в нескольких вариантах исполнения, из которых свыше 2 тыс. поступили в польские войска.
Позднее начался экспорт бронетранспортёра.

## Описание
Корпус БТР сварной, из стальных бронелистов. Отделение управления расположено спереди, где находятся места водителя и командира. Обзор водителю обеспечивают небольшие окна из пуленепробиваемого стекла, также предусмотрена установка приборов ночного видения. Над сиденьем командира имеется круглый люк и перископ. За отделением управления находится моторно-трансимиссионное отделение. Заднюю часть корпуса БТР занимает боевое отделение, которое предназначено для перевозки десанта. Солдаты сидят на двух скамейках, установленных вдоль бортов, в которых имеются амбразуры для стрельбы из личного оружия десанта.
Колёсная формула 8 × 8 / 4; подключаемый полный привод; передние четыре колеса управляемые. БТР является амфибией. Все варианты БТР оснащены системой защиты от оружия массового поражения (химическая защита и устойчивость к электромагнитным импульсам).
ОТ-64 оснащался одним дизельным двигателем (взятым с Татры 138). Головки блока были алюминиевыми с воздушным охлаждением, благодаря чему вес агрегата был значительно ниже. Толщина брони достигала 13 мм.
Размеры ОТ-64 соответствуют требованиям чешской полиции к габаритам грузовых транспортных средств, что позволяет использовать различные модификации ОТ-64 в пожарных и спасательных службах на дорогах общего назначения.

## Модификации
Бронетранспортёр выпускался в большом количестве вариантов.

### Чехословакия
- OT-64A — первый серийный вариант, невооруженный БТР. Поставлялся на вооружение армии Чехословакии.
- DTP-64 — машина технической помощи с подъемным краном, лебёдкой и набором инструментов
- OT-64 ZDRAV
- VSOT-64/R2 R102
- VSOT-64/R2 R105
- VSOT-64/R2 R108
- VSOT-64/R2M
- VSOT-64/R3
- VSOT-64/R3MT
- VSOT-64/R4MT
- VSOT-64/R4RT

### Польша
- SKOT-1 — первый вариант, невооружённый бронетранспортёр (конструктивный аналог OT-64A)
- SKOT-1A — бронетранспортёр с пулемётом СГ-43
- SKOT-2 — БТР с 7,62-мм пулеметом или 12,7-мм пулемётом
- SKOT-2A — вариант 1967 года[3] с башней от БРДМ-2[2]
- SKOT R-2 (и её последующие варианты SKOT R-3 и SKOT R-4) — командно-штабная машина
- SKOT-WPT — машина технической помощи (конструктивный аналог DTP-64)
- KTO Ryś — модернизированный вариант с дизельным двигателем IVECO Aifo

### Словакия
- OT-64 Кобра — совместная модификация словацких фирм «Метапол», «ZTS Dubnica» и белорусского завода № 140 в г. Борисове. Установлен боевой модуль Cobra, оснащённый 30-мм автоматической пушкой 2А42, спаренным пулеметом ПКТ и усовершенствованной СУО. Машина оснащена системой постановки дымовых завес «Туча», немецкой системой кондиционирования DATO-V.

## Страны-эксплуатанты
БТР до сих пор находятся в составе армий Чехии, Словакии и Польши. Также ОТ-64 были закуплены Алжиром, Египтом, Индией, Ираком, Марокко, Суданом и другими азиатскими и африканскими странами.

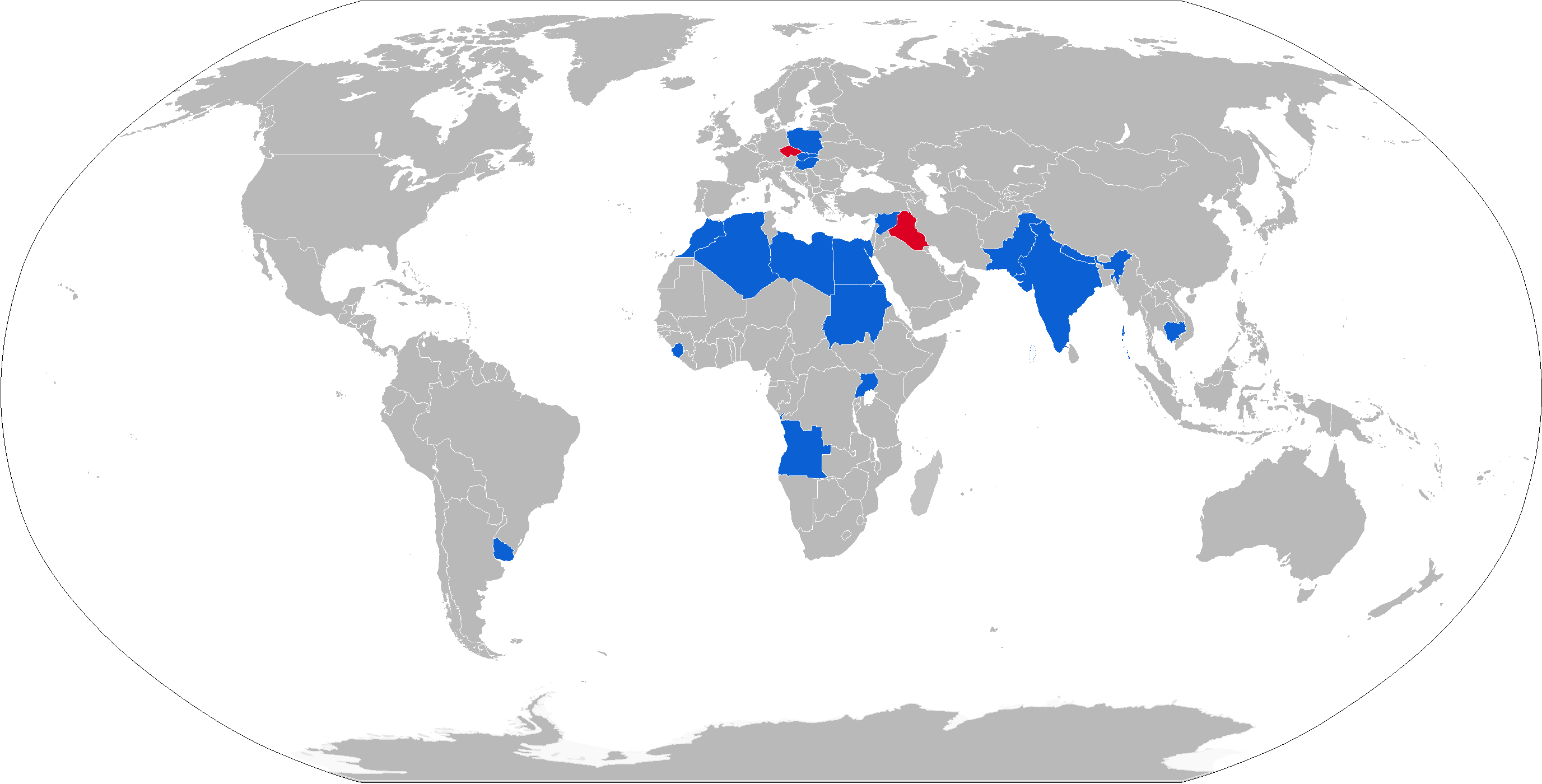
Операторы ОТ-64

- Алжир — 150 машин на 2016 год[4]
- Индия— более 157 единиц ОТ-62/ОТ-64 на 2016 год[5]
- Камбоджа[2] — 30 машин на 2016 год[6]
- Непал — 8 единиц ОТ-64С на 2016 год[7]
- Словакия — 7 машин на 2016 год[8]
- Судан — 50 машин на 2016 год[9]
- Сьерра-Леоне — в 1994 году 10 шт. были проданы Чехией
- Уганда[2] — 4 машины на 2016 год[10]
- Уругвай[2] — в 1995 году в Чехии были куплены первые 60 шт., в 1999 году — ещё 30 шт. По состоянию на 2016 год оставалось 53 шт.[11]
- Чехия — 5 машин (на хранении) на 2016 год[12]
- Украина - 1 бронетранспортер был куплен волонтёрами

### Бывшие операторы
- Ангола — 9 OT-64 куплены с хранения Словакии в 1994 году. Потеряны в ходе гражданской войны в стране.
- Польша — начал поступать в войска в 1963—1964 гг., всего было получено более 2 тыс. бронемашин[2], в 1974 году на вооружение для замены SKOT была принята боевая машина пехоты БМП-1[13], но бронетранспортёры продолжили использовать. Сняты с вооружения к 2023 году.[14]
- Чехословакия — после распада страны, часть БТР досталась армии Чехии, часть армии Словакии.
- Ирак — 200 OT-64 поставлены в 1980-1981 годах, находились на вооружении иракской армии до вторжения США и их союзников весной 2003 года. Списаны к 2006 году.

### Небоевая эксплуатация
- СССР — некоторое количество OT-64 куплено в 1974-1975 годах для испытаний.[15]

## Фотогалерея

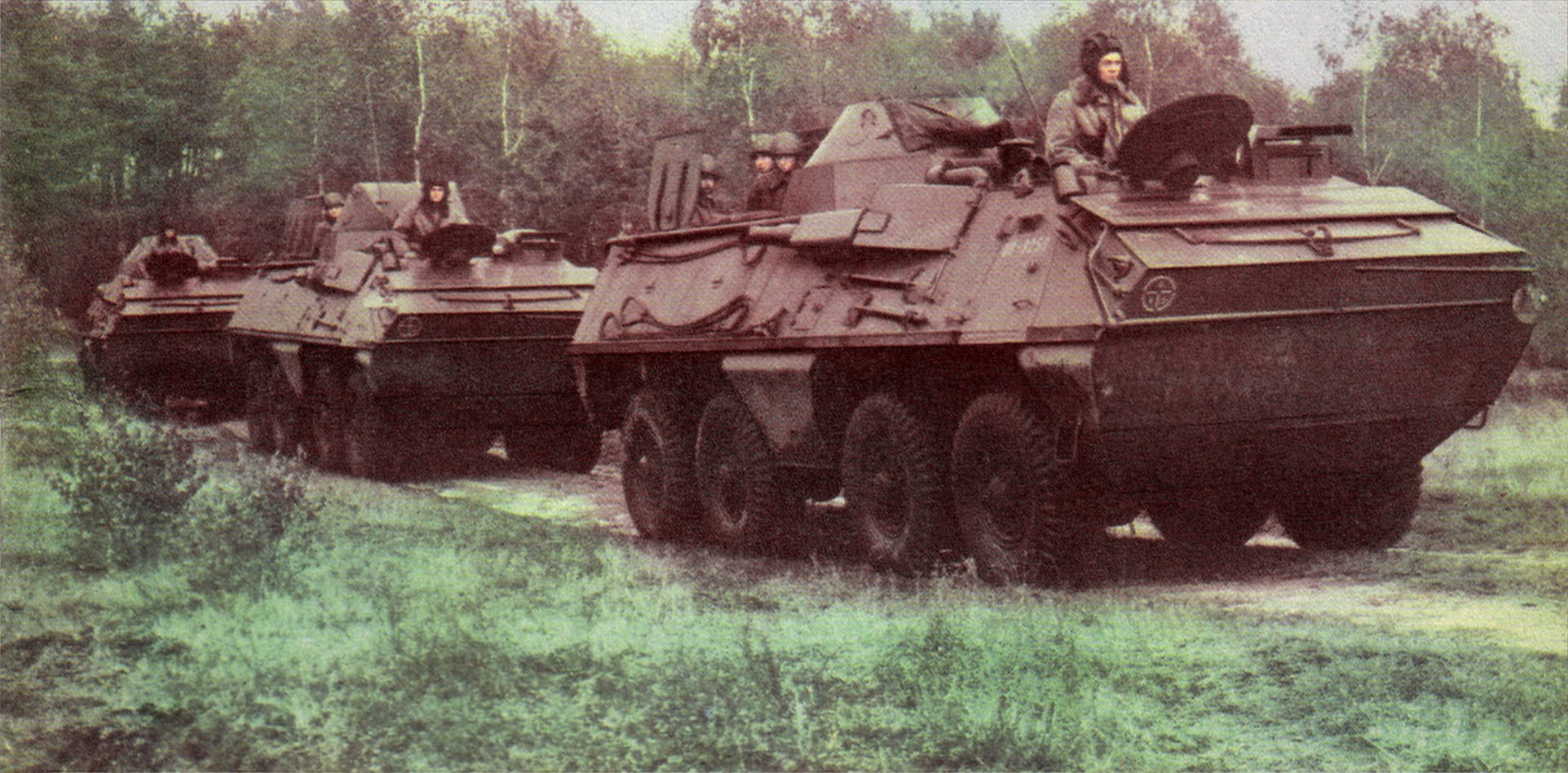
SKOT 2A польской армии
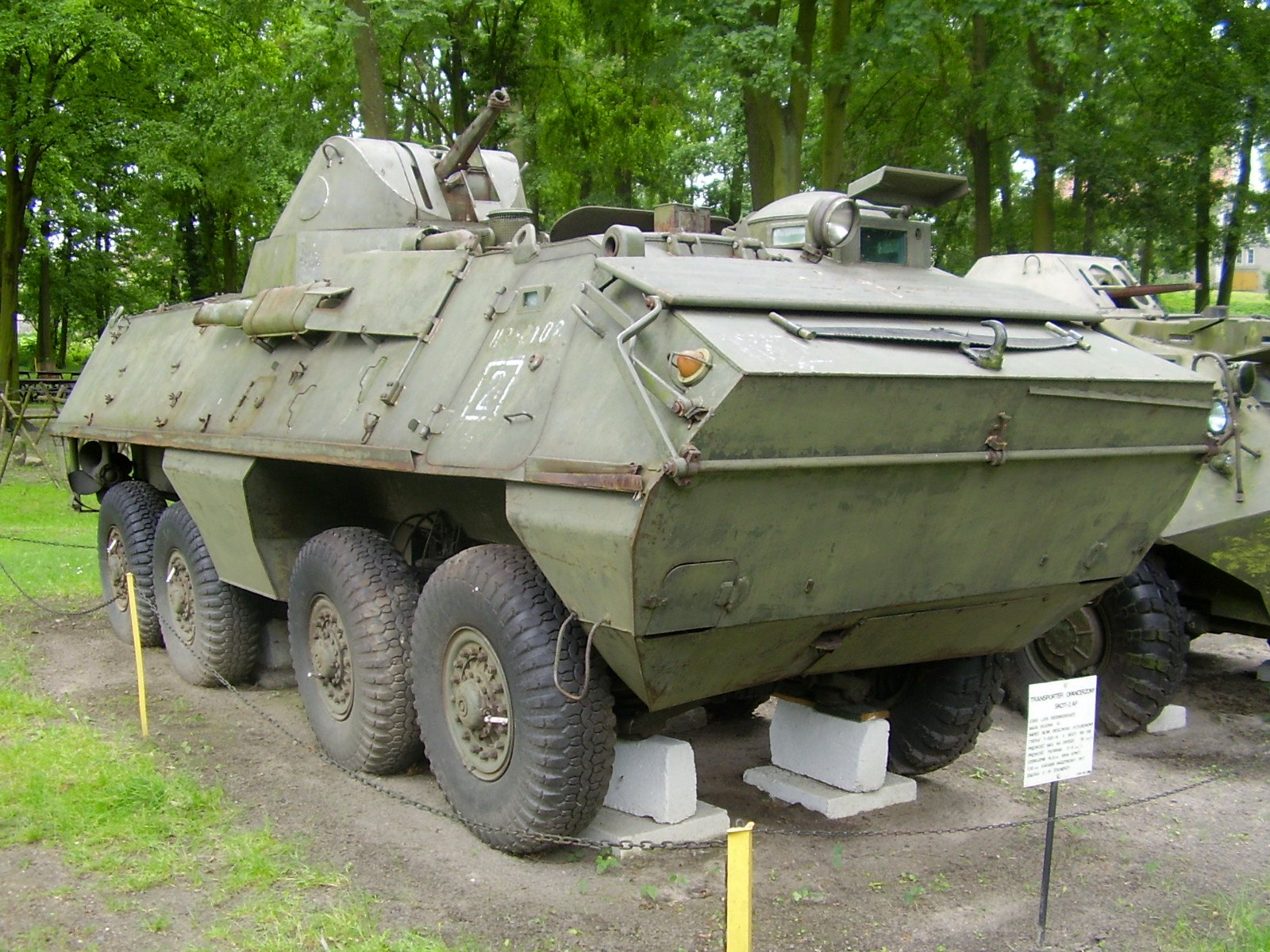
OT-64, на заднем плане которого виден БРДМ, что позволяет сравнить размеры обеих машин
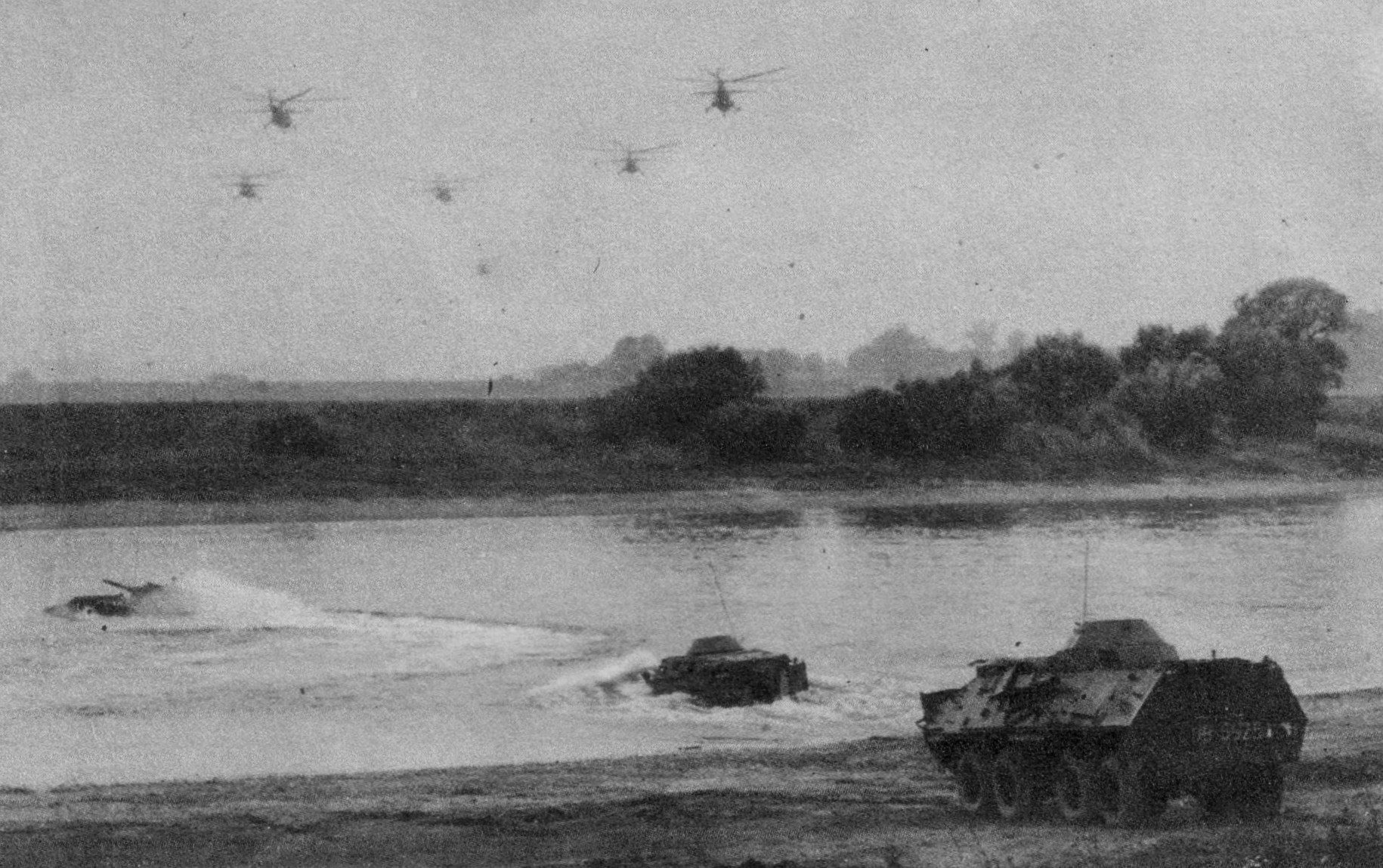
Бронетранспортёры SKOT пересекают реку